# Incendios forestales en Chile de 2023

Formación de incendios forestales capturada por GOES-16 (3 de febrero de 2023)

Imagen de satélite en color del incendio forestal de Chile (1-5 de febrero de 2023)

Los incendios forestales en Chile de 2023 fueron una serie de siniestros generados durante febrero en múltiples focos entre las regiones de O'Higgins y Los Lagos, concentrándose los de mayor gravedad entre el Maule y La Araucanía, en las zonas centro y sur de dicho país.

## Antecedentes

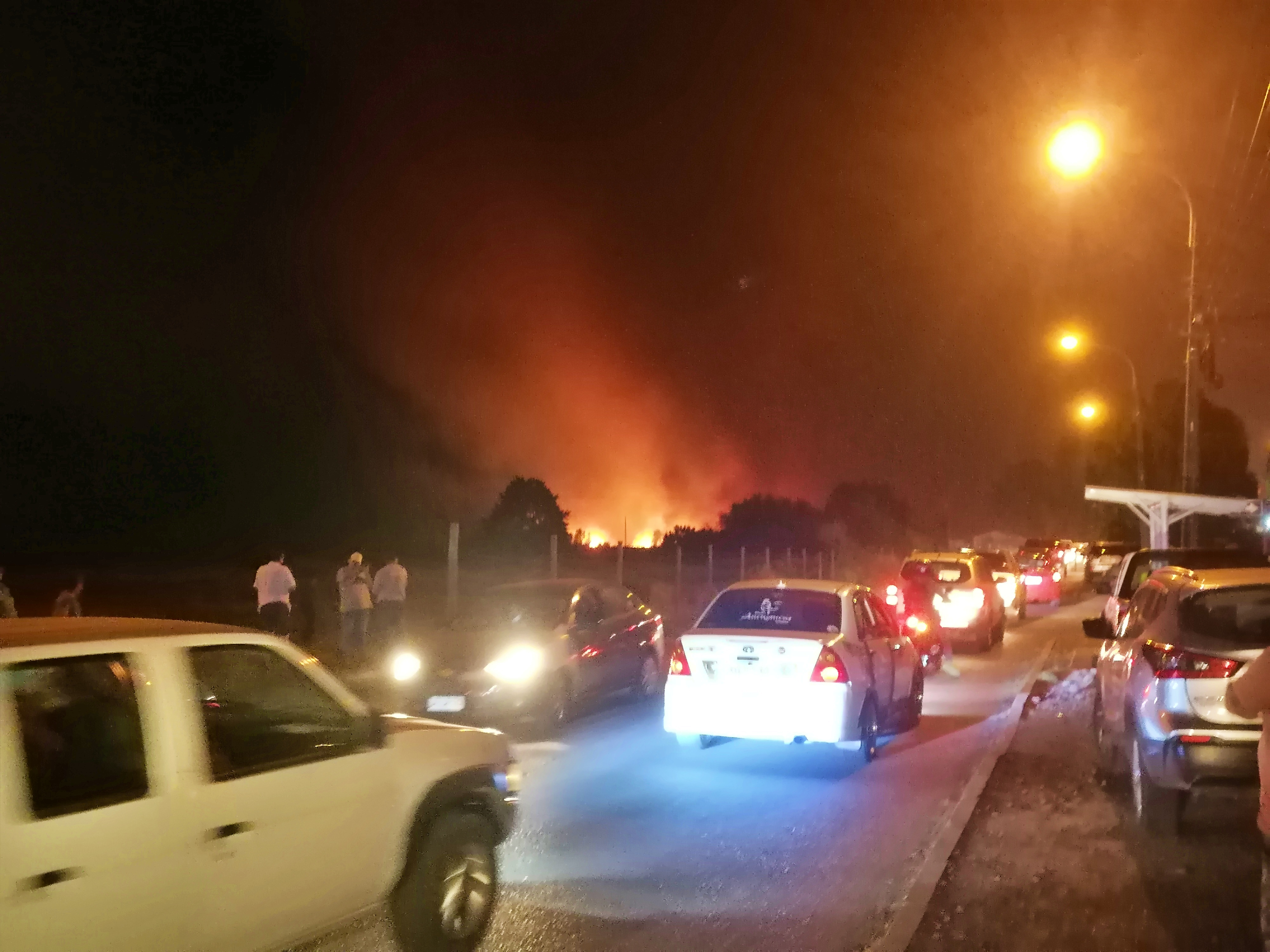
Tráfico vehicular por el incendio en la Región del Ñuble

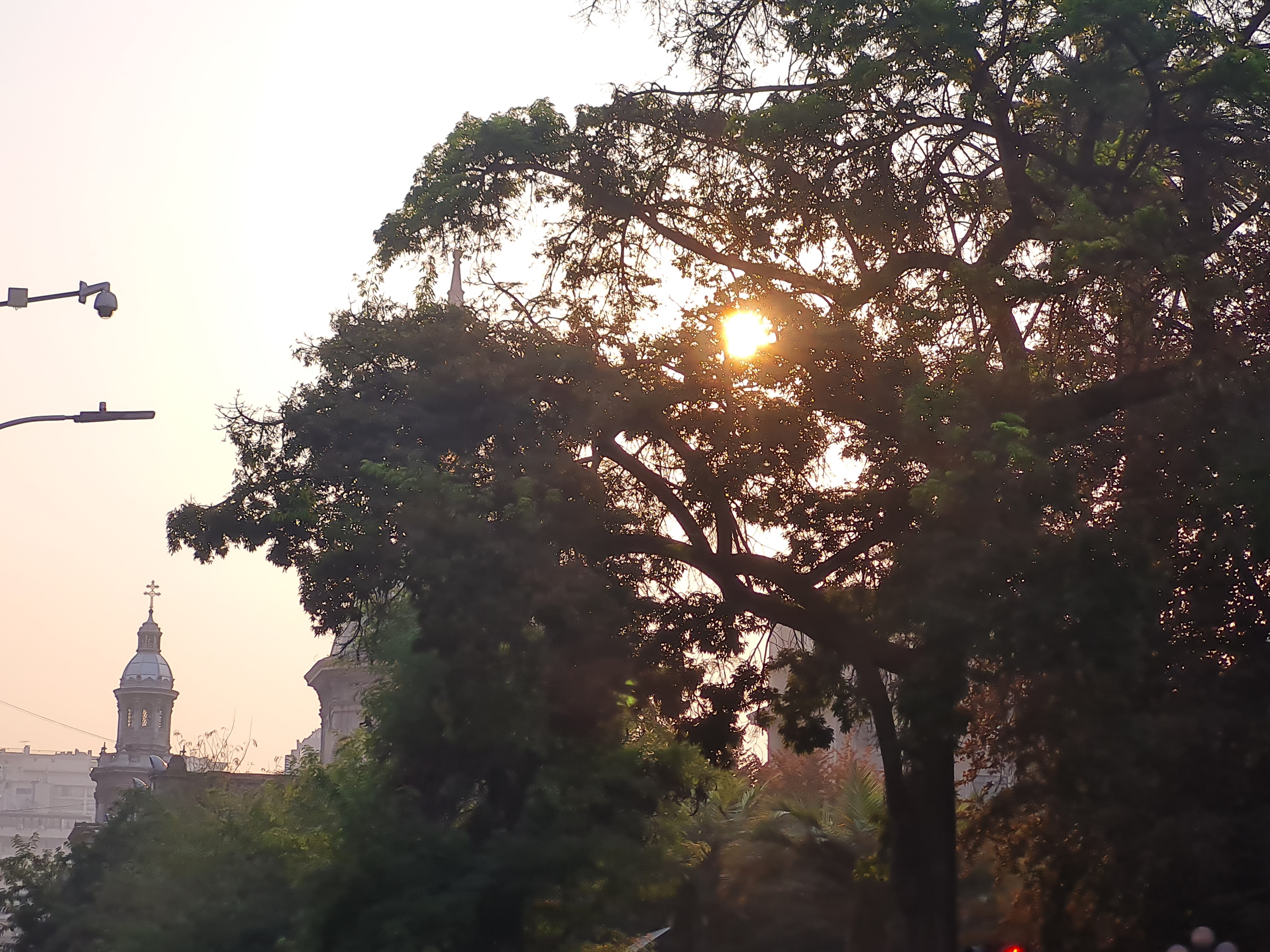
Sol rojizo, por los incendios forestales, visto desde Santiago (9 de febrero de 2023)

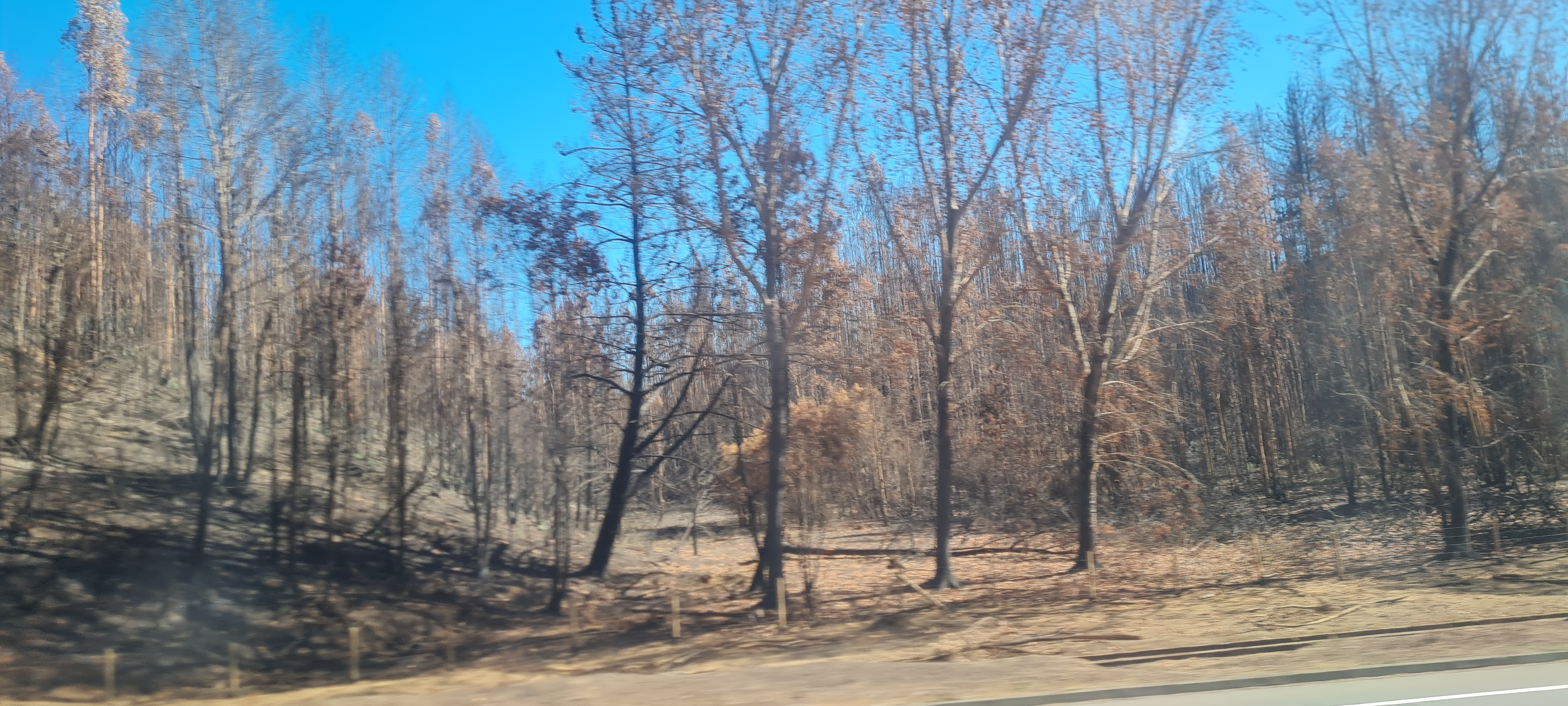
Zona forestal de la autopista del Itata, luego de los incendios forestales

Desde el 30 de enero de 2023, la región de Ñuble se mantuvo con alerta temprana preventiva a causa de la amenaza de incendios forestales producto de las altas temperaturas. Los incendios coincidieron con una larga sequía que ya dura más de trece años y con una ola de calor inédita en el sur del país, con temperaturas que han llegado sobre los 40 °C en zonas del centro y sur.

## Causas
Se detuvo a unas veinte personas sospechosas de provocar incendios. Juan José Ugarte, presidente de la asociación gremial Corporación Chilena de la Madera (Corma), señaló que estos incendios forestales fueron intencionales, que se han aportado pruebas a la fiscalía para levantar el caso y poder investigar. Un estudio de la oficina de urbanismo determinó que el 48 % de los incendios forestales fueron intencionales.
Diversos especialistas han señalado también las causas «humanas» y políticas de los incendios que azotan recurrentemente a Chile. La dictadura militar de Augusto Pinochet firmó en 1974 un decreto para subvencionar la industria forestal intensiva y el monocultivo de eucaliptos -una especie altamente inflamable- en el centro y sur del país.
La ONG Bosque Nativo lamenta «las grandes deficiencias en la gestión de estos monocultivos. La mayoría de las plantaciones están en manos de dos grandes empresas industriales» y señala «la falta de control sobre estas empresas forestales. Esto permitiría al Estado garantizar una gestión sostenible de estas plantaciones, teniendo en cuenta aspectos económicos, sociales y medioambientales». La regulación del sector inmobiliario, acusado de aprovecharse de los incendios para desarrollarse, también es reclamada por varias ONG. El presidente Gabriel Boric ha pedido a los parlamentarios que examinen con urgencia un proyecto de ley destinado a prohibir la construcción en terrenos quemados durante al menos treinta años.
En 2017, el centro y el sur de Chile ya habían sufrido incendios de gran magnitud, con once muertos y 467 000 hectáreas quemadas. A raíz de estos incendios, el Centro de Ciencias del Clima y la Resiliencia (CR2) publicó en 2020 un informe en el que recomendaba regular la industria forestal: «En un escenario de cambio climático que favorece el aumento de la frecuencia, extensión e intensidad de los incendios, [...] es muy importante generar políticas orientadas al control de especies exóticas invasoras [principalmente pinos y eucaliptos] y a la restauración de ecosistemas nativos para reducir la probabilidad de eventos catastróficos».

## Estadísticas

### Reportes diarios
| Reporte       | Reporte | Incendios | Incendios | Incendios | Incendios | Superficie afectada (ha) | Víctimas | Víctimas | Víctimas | Víctimas | Viviendas destruidas |
| Día           | Hora    | Act       | Con       | Ext       | Total     | Superficie afectada (ha) | Fall     | Les      | Dam      | Alb      | Viviendas destruidas |
| ------------- | ------- | --------- | --------- | --------- | --------- | ------------------------ | -------- | -------- | -------- | -------- | -------------------- |
| 2 de febrero  | 18:30   | 39        | 141       | 20        | 207       | 4768,83                  | s/d      | s/d      | s/d      | s/d      | s/d                  |
| 3 de febrero  | 21:20   | 73        | 149       | 19        | 260       | 46 677,30                | 13       | 2        | 12       | 439      | 95                   |
| 4 de febrero  | 10:20   | 80        | 151       | -         | 251       | 147 053,06               | 16       | 24       | 46       | 1429     | 88                   |
| 6 de febrero  | 6:00    | 69        | 161       | -         | 275       | 279 158,80               | *26      | 1260     | 3276     | 1383     | 1159                 |
| 8 de febrero  | 6:00    | 84        | 180       | -         | 311       | 309 747,00               | 24       | 2180     | 5569     | 889      | 1180                 |
| 9 de febrero  | -       | -         | -         | -         | -         | -                        | 24       | -        | -        | -        | -                    |
| 10 de febrero | -       | -         | -         | -         | -         | -                        | 24       | -        | -        | -        | -                    |
| 11 de febrero | 18:00   | 84        | 159       | 28        | 318       | 417 643,60               | 24       | 2674     | 5940     | 350      | 1475                 |
| 12 de febrero | 18:00   | 82        | 146       | 30        | 298       | 600 502,40               | 24       | 2862     | 5981     | 324      | 1493                 |
| 6 de marzo    | 12:50   | 25        | 182       | -         | 255       | -                        | 26       | 3569     | 7770     | 68       | 2450                 |
| 21 de marzo   | 7:38    | 6         | 249       | 30        | 290       | 439 693,84               | 26       | 3582     | 7835     | -        | 2514                 |

[*] Cifra posteriormente rectificada a 24 por el Gobierno.

## Cronología

### Enero
El 30 de enero de 2023, Senapred declaró alerta temprana preventiva para la Región de Ñuble, por amenaza de incendios forestales tras episodios de altas temperaturas.

### Febrero
- El 1 de febrero de 2023, Senapred declaró alerta roja comunal para Chillán y Chillán Viejo —Región de Ñuble— por incendios forestales cercanos a sectores habitados.[7]
- El 2 de febrero de 2023, Senapred declaró alerta roja comunal para Quirihue —Región de Ñuble— por el incendio forestal Gomero, el cual se encontraba cercano a viviendas.[8] Luego, declaró alerta roja comunal para Quillón (misma región) por incendio forestal cercano a viviendas.[6]
- El mismo día, Senapred procedió a enviar un mensaje SAE a las 13:55 a dos sectores de Quillón —Región de Ñuble— por amenaza de propagación de incendios forestales hacia zonas pobladas.[9]
- El mismo día, Senapred declaró alerta roja regional en Ñuble por diversos incendios forestales a lo largo de la Región. Conaf reforzó dicha determinación al informar que hay siniestros en diversas comunas de Ñuble, y que esos incendios presentan una amenaza inminente a personas, viviendas, poblaciones y/o infraestructura crítica. Las comunas más críticas son: Chillán, Chillán Viejo, Coelemu, Quillón y Quirihue.[10]
- El 2 de febrero de 2023, por último, se informó que la ruta del Itata —que atraviesa parte de Ñuble y Biobío— se encontraba totalmente interrumpida, debido a los incendios forestales circundantes.[10]
- El 3 de febrero de 2023, Senapred declaró alerta roja regional en La Araucanía, por los incendios forestales en la Región.[11]
- El 3 de febrero de 2023, Bomberos de Chile confirmó la muerte de una bombera que combatía un incendio forestal en la comuna de Santa Juana —Región del Biobío—, debido a un accidente que involucró un camión de bomberos. La institución la declaró mártir.[12]
- El mismo día, un helicóptero que prestaba servicios a CONAF, se estrelló alrededor de las 18:00, combatiendo los incendios forestales en Galvarino —Región de La Araucanía—, falleciendo el piloto y el mecánico.[13]
- El 6 de febrero de 2023, el humo procedente de los incendios forestales del centro y sur de Chile, llegó a la región Metropolitana de Santiago.[14] Se recomendó el uso de mascarillas quirúrgicas.[15]
- El mismo día llegó a Chile el DC-10 Air Tanker, con base en el aeropuerto Carriel Sur —Talcahuano—, avión cisterna de gran capacidad traído desde Estados Unidos para combatir los incendios forestales en Chile.[16]
- El 7 de febrero de 2023 la Subtel reportó 145 estaciones de telecomunicaciones caídas en total, considerando las regiones de Ñuble, Biobío y La Araucanía, a raíz de los incendios forestales; contabilizándose 83 en el Biobío (la región con mayor afectación en telecomunicaciones), 38 en La Araucanía y 24 en Ñuble.[17] El Gobierno, además, anunció la activación del Roaming Automático Nacional en las regiones más afectadas, y un Plan Solidario.
- El mismo día, el informe sobre la calidad del aire en Chile, detalló las comunas con alerta, preemergencia y emergencia ambiental en la zona central debido al humo de los incendios forestales.
  - Alerta ambiental: Rancagua y San Fernando —Región de O′Higgins—, Talca —Región del Maule— y Hualqui —Región del Biobío.
  - Preemergencia ambiental: Cauquenes, Curicó y Linares —Región del Maule—; Chillán —Región de Ñuble—; Laja, Los Ángeles y Nacimiento —Región del Biobío.
  - Emergencia ambiental: San Carlos —Región de Ñuble.
- El 8 de febrero de 2023 se informó que había alrededor de ochocientas cincuenta personas afectadas sin suministro de agua potable en Ñuble, debido a los incendios forestales.[18]
- El 9 de febrero de 2023 se confirmó la medida de toque de queda para 28 comunas de las regiones más afectadas —Ñuble, Biobío y La Araucanía—, las cuales han estado rigiendo desde las 00:00 hasta las 05:00 (UTC –3), iniciando la primera el viernes 10 de febrero de 2023:
  - En Ñuble: provincia de Itata (7 comunas) y comuna de Quillón.
  - En Biobío: comunas de Florida, Hualqui, Santa Juana, Tomé; Mulchén, Nacimiento; Arauco y Contulmo.
  - En La Araucanía: comunas de Galvarino, Lautaro; y provincia de Malleco (10 comunas, salvo la comuna de Lonquimay).[19]
- El 10 de febrero un total de once mensajes SAE fueron enviados dicha jornada por el Senapred a algunos sectores de las regiones de O'Higgins, Ñuble y Biobío, con el objetivo de evacuar las zonas pobladas bajo riesgo inminente de propagación de incendios forestales.[20]
- El 11 de febrero de 2023, un avión de CONAF capotó en la comuna de Hualqui —Región del Biobío— mientras combatía el incendio forestal Omerhuet, resultando herido el piloto.[21]
- El 12 de febrero de 2023 las autoridades decidieron agregar a la medida del toque de queda la comuna de San Fabián de Alico (Región de Ñuble). En esta comuna, la medida entró en vigor el lunes 13 de febrero de 2023.[22] De este modo, el total de comunas bajo esta medida son veintinueve a nivel nacional.
- El mismo día, según el reporte del Gobierno, los incendios forestales menguaron en diecinueve, pasando de 98 a 79 fuera de control. Esto gracias principalmente al cambio en las condiciones climáticas —lluvia— en la zona centro-sur durante el domingo.[23]
- El 13 de febrero, el Gobierno de Chile inició el pago de Bonos de Recuperación para una primera nómina de personas afectadas por los incendios.[24]
- El Gobierno de Chile calificó el siniestro por los incendios forestales en la región del Biobío como el segundo siniestro de mayor envergadura en la historia del país.[25]
- El mismo día, Senapred declaró alerta roja comunal en Peñaflor (Región Metropolitana) debido a un incendio forestal que amenaza a sectores poblados, además de comportamiento extremo del viento.[26]
- El 14 de febrero de 2023, el Gobierno hizo entrega de la primera vivienda de emergencia tras los incendios forestales. Fue entregada a una de las familias damnificadas de la comuna de Ninhue (Región de Ñuble).[27]
- El Banco del Estado suspende cobro de cuotas de créditos durante seis meses a ciento veinte mil clientes de las zonas afectadas por los incendios forestales.[28]
- El mismo día, el Gobierno confirma la muerte del primer brigadista de CONAF, que falleció el 13 de febrero haciendo un cortafuegos en La Araucanía, combatiendo los incendios forestales.[29] De este modo, el número total de fallecidos producto de los incendios forestales aumentó a un total de 25.[30]
- El 16 de febrero de 2023 el Gobierno abre, a partir de las 16:00, las postulaciones del Subsidio de Emergencia Laboral, para ayudar a las empresas siniestradas, en el contexto de la catástrofe producto de los incendios forestales. Este subsidio es válido solo para las regiones decretadas en estado de catástrofe —Ñuble, Biobío y La Araucanía.[31]
- El mismo día, un nuevo balance de Senapred informa que son 53 los incendios forestales activos en el país, habiendo una disminución de estos.[32]
- Según Senapred, en orden descendente, las regiones más afectadas —en términos de hectáreas afectadas— son: Biobío (en primer lugar), La Araucanía (en segundo lugar), Ñuble (en tercer lugar) y Maule (en cuarto lugar).[32]
- El 17 de febrero de 2023, un incendio forestal en una ladera del cerro San Cristóbal, comuna de Providencia —Región Metropolitana— dejó una persona herida y afectó 0,3 hectáreas. Los servicios turísticos —teleférico de Santiago, y funiculares— y el tránsito en calles aledañas fueron temporalmente suspendidos.[33]
- El mismo día, Senapred solicitó evacuar, mediante mensajería SAE, algunos sectores de la comuna de Coronel —Región del Biobío— y de la comuna de Victoria —Región de La Araucanía—, por amenaza de propagación de incendios forestales, por nuevos focos, a sectores poblados.[34]
- El 18 de febrero de 2023 Senapred solicitó evacuar, alrededor de las 02:00, mediante mensajería SAE, un sector de la comuna de Tomé —Región del Biobío— por amenaza de propagación de incendios forestales.[35]
- El mismo día el Gobierno decidió sumar a la medida del toque de queda a la comuna de Coihueco —Región de Ñuble— y cuatro sectores de la comuna de Coronel —Región del Biobío—, entrando esta en vigor el 19 de febrero a las 00:00 hasta las 05:00. Además, el toque de queda deja de regir en las comunas de Quirihue y Cobquecura —Región de Ñuble.[36][37]
- El 20 de febrero de 2023, el Gobierno decretó alerta roja para la comuna de Santo Domingo —Región de Valparaíso— por incendio forestal cercano a sectores poblados.[38]
- El mismo día, Indap reportó la cifra de 16 823 animales muertos, provocados por los incendios forestales en Ñuble, Biobío y La Araucanía; de estas regiones, la más afectada es Ñuble.[39]
- El 21 de febrero de 2023, Senapred solicitó evacuar, a través de mensajería SAE, varios sectores de la comuna de Coronel —Región del Biobío— por el avance descontrolado del incendio forestal Santa Ana, hacia sectores poblados.[40]
- El 22 de febrero de 2023, se declaró alerta amarilla para la comuna de Quellón —Región de Los Lagos— por simultaneidad de incendios forestales.[41]
- El mismo día, se declaró, además, una alerta temprana preventiva para la provincia de Llanquihue —Región de Los Lagos— debido a amenaza de incendios forestales, considerando factores como ausencia de humedad y fuerte viento.[41]
- Por último, Senapred activó mensajería SAE a las 15:54, solicitando evacuar algunos sectores de la comuna de Coronel —Región del Biobío— por propagaciónde incendios forestales a sectores poblados. Además, el tránsito en la ruta de la Madera fue suspendido temporalmente.[42]
- El 23 de febrero de 2023, el Gobierno decidió extender la permanencia en Chile del avión cisterna McDonnel Douglas DC-10 Air Tanker, hasta el 5 de marzo, por considerarse un aporte complementario para el combate de los incendios forestales.[43]
- El mismo día, las autoridades anunciaron modificación en las fechas de inicio a clases en algunas de las comunas más afectadas del Biobío: Coronel, San Pedro de la Paz y Santa Juana, iniciando estas de manera postergada el 13 de marzo de 2023.[44]
- Por último, la ministra del Interior —Carolina Tohá— informó que hay un total de cincuenta personas detenidas por las policías chilenas, por sospecha de intencionalidad de focos de incendios, o de negligencia y de obstaculización de los equipos de emergencias. Informó, además, que hay 137 investigaciones en la Fiscalía sobre intencionalidad de incendios forestales.[45]
- El 25 de febrero de 2023, Senapred activó mensajería SAE para evacuar dos sectores de la comuna de Lautaro —Región de La Araucanía— por propagación del incendio forestal Bochoco, hacia esos sectores poblados.[46]
- El mismo día, un ataque con piedras y armas blancas sufrieron varios brigadistas de CONAF en la comuna de Tomé —Región del Biobío— por causas aún desconocidas. Al menos, tres de los brigadistas se encuentran heridos de gravedad.[47]
- El 27 de febrero de 2023, es controlado en su expansión el incendio forestal Santa Ana —comuna de Coronel—, luego de veinticinco días fuera de control.[48]
- El 28 de febrero de 2023, se confirmó la muerte de un ciudadano belga debido a graves quemaduras provocadas por el incendio forestal Santa Ana, comuna de Santa Juana —Región del Biobío—, que lo mantuvo internado por varias semanas. Por tanto, hay un total de 26 muertos debido a los incendios forestales.[49]
- El mismo día, Senapred informó en su balance que hay un total de 171 incendios forestales activos (diecinueve de estos, se encuentran en combate y ciento cuarenta se encuentran controlados).[49]

### Marzo
- El 1 de marzo de 2023, la Organización de las Naciones Unidas concluyó que Chile sufrió de falta de claridad y falta de prevención respecto al combate de los megaincendios forestales.[50]
- El 2 de marzo de 2023, la Corporación Chilena de la Madera, hizo una petición a las autoridades de renovar el estado de catástrofe en Ñuble, Biobío y La Araucanía, al argumentar que: «Consideramos fundamental renovar el Estado de Catástrofe el próximo 4 de marzo. La emergencia no ha terminado; la intencionalidad y el daño a personas, a viviendas y a la naturaleza continúa... Hoy tenemos una ocurrencia, en promedio, de 23 nuevos incendios [forestales] a diario», y el factor de nuevas olas de calor en la zona central para los próximos días.[51]
- El mismo día, Senapred declaró extinto el incendio forestal Batuco 2, comuna de Lampa —Región Metropolitana—, el cual dejó un saldo de 0,4 hectáreas consumidas, además de personas damnificadas, y edificaciones y vehículos destruidos.[52]
- El 3 de marzo de 2023, se levantó el toque de queda en las comunas de las regiones de Ñuble y Biobío; con la excepción de Cobquecura y Quirihue —Ñuble— y Tomé —Biobío—, donde siguió operando.[53]
- El 3 de marzo de 2023, Senapred informó un total de veintiún incendios forestales en combate; la mayoría de estos, en La Araucanía. La cantidad total de hectáreas afectadas en el país fueron más de 440 976, siendo Biobío la región con más hectáreas quemadas.[54]
- El 3 de marzo de 2023, un incendio forestal iniciando alrededor de las 06:00 en la península de Andalué, comuna de San Pedro de la Paz —Región del Biobío— obligó a evacuar preventivamente parte del poblado sector de Andalué, por focos cercanos a dicho sector. Además, el tránsito fue suspendido.[55]
- El 4 de marzo de 2023, el Gobierno decidió renovar el estado de catástrofe en las regiones de Ñuble, Biobío y La Araucanía por treinta días más.[56]
- El 4 de marzo de 2023, es reabierto el Santuario de la Naturaleza de Hualpén —Región del Biobío—, tras veinte días cerrado por la amenaza de incendios forestales. La reapertura se mantuvo bajo estrictas medidas de seguridad y fiscalización.[57]
- El 5 de marzo de 2023, Senapred informó que había un total de veinte incendios forestales en combate en el país; la mayoría de estos, en La Araucanía. La cantidad total de hectáreas afectadas en el país fueron 433 439.[58]
- El mismo día, Conaf y Gobierno Regional Biobío advirtieron riesgo de derrumbes y deslizamientos de tierra en las regiones afectadas por los incendios forestales. Estas amenazas se manifestaron una vez iniciada la temporada invernal —lluvias—. Ante esto, las autoridades trabajaron interviniendo en terreno para evitar o mitigar tales efectos.[59]
- El 6 de marzo de 2023, Senapred canceló la alerta roja regional en el Biobío tras más de treinta días activa, al considerar diversos factores que conllevan a una disminución del riesgo de incendios forestales; pasando a decretar alerta amarilla en la Región.[60]
- El mismo día, Senapred informó un total de veinticinco incendios forestales en combate en el país. Hubo un total de 250 mensajes SAE enviados desde el inicio de la emergencia.[61]
  - El mismo día, Senapred declaró alerta roja para la comuna de Nueva Imperial —Región de La Araucanía— por el incendio forestal Chivilcoyan, cercano a zonas pobladas, consumiendo quince hectáreas.[62]
  - Por último, se declaró en categoría de «controlado» y pasando de alerta roja a alerta amarilla el incendio forestal Cruce Percy, provincia de Tierra del Fuego —Región de Magallanes— gracias al factor climático de lluvia intensa.[63]
- El 15 de marzo de 2023, Senapred declaró alerta roja comunal en Navidad —Región de O'Higgins— debido al incendio forestal «Paulún 1», por estar cercano a sectores poblados. El incendio consumió más de 150 hectáreas.[64]
- El 17 de marzo de 2023, un brigadista forestal que se encontraba combatiendo un incendio forestal en la comuna de Los Sauces —Región de La Araucanía—, recibió un impacto de perdigón en la cabeza, resultando herido. El incidente fue realizado por un grupo de encapuchados.[65]
- El mismo día, un incendio forestal de gravedad moderada se registró en el sector Palomares, comuna de Concepción —Región del Biobío—, generando congestión vehicular en la ruta Concepción - Cabrero. El incendio fue extinguido oportunamente. La policía detuvo a un sospechoso de provocar la ignición del foco.[66]
- El 19 de marzo de 2023, Senapred reportó un total de cinco incendios forestales en combate en el país: uno en la región de Ñuble, y cuatro en la región del Biobío.[67]
- El 21 de marzo de 2023, se registró un incendio forestal durante la noche, cercano al sector poblado de Lomas Coloradas, en San Pedro de la Paz —Región del Biobío.[68][69]
- El 22 de marzo de 2023, Senapred declaró alerta roja comunal para Collipulli —Región de la Araucanía— por incendio forestal en sector Los Guindos. Este consumió 0.25 hectáreas.[70]
- El mismo día, el Gobierno confirmó la muerte de un hombre de 31 años de edad debido a graves quemaduras provocadas por el incendio forestal Santa Ana, comuna de Santa Juana —Región del Biobío— que lo mantuvo internado en Santiago por varias semanas. Por tanto, hay un total de 27 muertos debido a los incendios forestales.[71]
- El 25 de marzo de 2023, Senapred declaró alerta roja comunal para Galvarino —Región de La Araucanía— por incendio forestal cercano a viviendas. Hasta el momento, hay un total de siete hectáreas consumidas.[72]
- El 27 de marzo de 2023, Senapred canceló la alerta amarilla regional en el Biobío, tras tres semanas activa, al considerar diversos factores que conllevan a una mayor disminución del riesgo de incendios forestales —pronóstico de lluvia y disminución de la temperatura—; pasando a decretar alerta temprana preventiva en la Región.[73]

## Reacciones

### Nacionales
- El presidente Gabriel Boric declaró que «la protección de las familias es nuestra prioridad. Estamos trabajando de manera coordinada con autoridades locales y nacionales para combatir los incendios forestales que afectan a las regiones del Maule, Ñuble, Biobío y La Araucanía».[74]
- La ministra del Interior Carolina Tohá anunció que el Gobierno había declarado una catástrofe en la región del Biobío, uniéndose a su vecina región Ñuble, que el presidente Gabriel Boric anunció el jueves por la noche, permitiendo el despliegue de soldados y recursos adicionales.[75]
- La vocera del Gobierno Camila Vallejo hizo un llamado al mundo privado a seguir colaborando en la situación de catástrofe producto de los incendios que se registran en las regiones de Ñuble, Biobío y La Araucanía.[76]
- El expresidente Sebastián Piñera expresó que «nuestras oraciones y solidaridad están con las familias que sufren los devastadores efectos de los incendios. Nuestra gratitud a los que con valentía los combaten. Todas las personas de nuestro gobierno, con conocimiento y experiencia en combatir incendios, están a disposición del gobierno».[77]

### Internacionales
- Argentina: El presidente Alberto Fernández mediante una llamada telefónica hablando con Gabriel Boric expresó su apoyo a combatir los incendios forestales.[78]
- Bolivia: La cancillería de Bolivia emitió un comunicado lamentando el fallecimiento del piloto boliviano Julio Antonio Palacio Gómez y expresando solidaridad con el gobierno y el pueblo chilenos.[79]
- Colombia: El presidente Gustavo Petro comunicó mediante Twitter el envío de un avión y un contingente de personas expertas para apagar los incendios forestales.[80]
- Cuba: El ministro de Relaciones Exteriores Bruno Rodríguez Parrilla lamentó las pérdidas humanas y los daños materiales expresando sus condolencias al pueblo y al gobierno chilenos.[81]
- Ecuador: A través de su cuenta de Twitter, el Ministerio de Relaciones Exteriores y Movilidad Humana expresó su solidaridad ante la situación y empatizando con las víctimas mortales, ofreció su apoyo ante los incendios forestales.[82]
- España: El presidente del Gobierno, Pedro Sánchez, transmitió vía Twitter el apoyo de España al pueblo chileno e informó que enviaría un avión con un contingente de la UME para colaborar en el control de los incendios forestales que azotan a la zona centro-sur de Chile.[83] Posteriormente, España también envió una unidad BRIF.[84]
- Francia: El presidente Emmanuel Macron lamentó la situación, y envió apoyo al pueblo chileno y a los héroes que combaten los incendios.[85]
- Honduras: El canciller de Honduras Eduardo Enrique Reina comunicó a través de Twitter expresó «su solidaridad con Chile por las víctimas mortales y los daños materiales causados por la ola de incendios forestales que afectan al país suramericano».[86]
- Paraguay: El Ministerio de Relaciones Exteriores expresó este lunes su solidaridad al pueblo y al Gobierno de Chile por la pérdida de vidas humanas, los heridos y daños causados por los incendios forestales, igualmente anunció que Paraguay «colaborará para combatir el fuego en la zona centro-sur de ese país hermano».[87]
- Portugal: El ministro del Interior José Luís Carneiro expresó su «solidaridad» con las víctimas y los socorristas chilenos, ofreciendo su ayuda de un contingente de 140 personas compuestas por brigadistas, bomberos y efectivos de las fuerzas especiales de protección civil de la gendarmería.[88]
- Unión Europea: La Comisión Europea ofreció la ayuda de la UE a Chile para combatir los incendios forestales.[89]

## Ayuda internacional
La ayuda internacional ha consistido en apoyo logístico y monetario de los siguientes países:
- Argentina: el gobierno argentino envió a Chile 64 brigadistas, 15 camionetas con tracción en las cuatro ruedas tipo URO VAMTAC con equipamiento y kits de ataque rápido al fuego,[91] 1 camión autobomba forestal 4x4, y el helicóptero Boeing CH-47 Chinook con capacidad de 10.000 litros de agua.[92]
- Brasil: apoyo logístico a través de brigadistas.
- Colombia: envió un avión y un contingente para apagar los incendios forestales.
- China: el gobierno chino anunció una donación de 100 000 dólares para enfrentar los incendios forestales.[93]
- Ecuador: apoyo logístico a través de brigadistas.
- España: envió un avión Airbus A330 y 50 militares de la Unidad Militar de Emergencias (UME).
- Estados Unidos: envió apoyo financiero de 50 mil dólares.
- Francia: envió 80 bomberos y socorristas para contribuir en los incendios.[94]
- Italia: envió dos técnicos del cuerpo de bomberos a Chile para ayudar en las tareas de extinción de los incendios.[95]
- Japón: el gobierno japonés mediante un comunicado anunció el envío de ayuda material para combatir los incendios.[96]
- México: dos aviones militares con cerca de 300 voluntarios.
- Perú: varios helicópteros para combatir incendios.
- Portugal: envió un equipo de 144 brigadistas portugueses.[97]
- Unión Europea: desplegó más de 250 bomberos, expertos en coordinación y personal médico procedentes de Francia, Portugal y España.[98]
- Venezuela: envió 60 brigadistas.